# Jan Bascour
Jean Bascour, dit Jan Bascour, né le 9 février 1923 à Lennik-Saint-Quentin et mort dans la même commune le 11 novembre 1996 est un homme politique belge libéral, membre du PVV.

## Biographie
Jan Bascour est le fils d'un Wallon flamingant qui a élevé sa famille dans la langue néerlandaise. Il a étudié à l'école normale Karel Buls, à Bruxelles, puis à Anvers. Pendant la Seconde Guerre mondiale, il s'engage dans la Résistance. Après la Libération, il travaille jusqu'en 1977 comme professeur de mathématique à l'école normale Charles Buls. En parallèle, il devient administrateur de sociétés. 
Il commence la politique en 1965 au sein de l'aile flamande du Parti de la liberté et du progrès. Il est élu conseiller communal, puis bourgmestre de Lennik-Saint-Quentin jusqu'en 1976. En 1977, à la suite de la fusion des communes, il devient bourgmestre de Lennik. Il siège également de 1965 à 1991 au Sénat, élu dans l'arrondissement de Bruxelles. Il est vice-président du Sénat de 1982 à 1985. De 1979 à 1985, il est aussi vice-président de son part, le Partij voor Vrijheid en Vooruitgang qui a pris son indépendance de l'aile francophone.   
En 1985, il rentre au gouvernement belge, en tant que secrétaire d'État à la Région bruxelloise, même s'il n'est pas bruxellois. Un poste qu'il occupe au sein des gouvernements Martens VI et VII, jusqu'en 1988. 
En 1968, Jan Bascour est le cofondateur des Blauwe Leeuwen (Lions bleus), la fédération du PVV des Bruxellois flamands. Il en devient le premier président en 1972. De 1983 à 1985, il est membre de la commission internationale de l'Union de la langue néerlandaise. 
De décembre 1971 à octobre 1980, il siège également au Conseil culturel de la Communauté flamande (nl) (Cultuurraad), créé le 7 décembre 1971. Il en devient président le 9 mai 1974, fonction qu'il occupe jusqu'en avril 1977. Il siège ensuite au Conseil flamand, successeur du Cultuurraad, d'octobre 1980 à novembre 1991. Il est nommé président d'honneur, le 30 janvier 1991.